# Czerwony prorok
Czerwony prorok (tyt. oryg. Red Prophet) – powieść fantasy amerykańskiego pisarza Orsona Scotta Carda z 1988 roku. Jest to druga część cyklu Opowieści o Alvinie Stwórcy. W Polsce książka wydana została nakładem wydawnictwa Prószyński i S-ka.
Czerwony prorok zdobył w 1989 nagrodę Locusa za najlepszą powieść fantasy oraz był nominowany do Hugo i Nebuli.